# جولي غلاس
جولي غلاس (بالإنجليزية: Julie Glass)‏ هي متزلجة أمريكية، ولدت في 23 فبراير 1979 في غراند رابيدز في الولايات المتحدة.

## وصلات خارجية
- جولي غلاس على موقع SpeedSkatingBase.eu (الإنجليزية)
- جولي غلاس على موقع Rollerstory.net